# ひまわり組 1st Stage「僕の太陽」
『ひまわり組 1st Stage「僕の太陽」』（ひまわりぐみファーストステージ ぼくのたいよう）は、AKB48の旧チームAと旧チームKとの合同チーム、ひまわり組劇場公演の1st Stageである。
本項では、その後の別チームによる「おさがり」公演についても記述する。また、それぞれの公演を収録したCD・DVDについても記述する。

## 概要
初代のチームAとチームKとの合同チーム、ひまわり組公演の第一弾。ダブルスタンバイ制をとっており、ポジション毎にメインのメンバー（1stメンバー）とサブのメンバー（2ndメンバー）を決め、公演によってそのどちらかが出演した。ファンからは1stメンバーが通称「推されメン」、2ndメンバーが通称「干されメン」と呼ばれていた。研究生がレギュラーとして出演した最初の公演でもある。
この演目は、2011年10月10日から2012年10月25日まで、AKB48チーム4の1st公演として使用された。この公演でも研究生がレギュラー出演していた（チーム4が16人揃うまでの期間）。
2012年8月19日から2013年3月17日までAKB48研究生公演として使用された。また2013年7月24日から2014年4月22日には、SKE48チームE 3rd公演として使用された。2025年4月16日からSKE48チームS 8th公演として使用されている。
2013年5月17日からはJKT48研究生公演、6月28日からはJKT48チームKIII 1st公演としても使用されている。

## 公演内容

### 曲目
1. overture
（作曲・編曲：尾澤拓実、歌：TAZ）
全AKB48公演共通である。
2. Dreamin' girls
（作詞：秋元康、作曲・編曲：近藤薫）
3. RUN RUN RUN
（作詞：秋元康、作曲：前澤寛之、編曲：関淳二郎）
4. 未来の果実
（作詞：秋元康、作曲：岡田実音、編曲：高島智明）
5. ビバ!ハリケーン
（作詞：秋元康、作曲・編曲：井上ヨシマサ）
6. アイドルなんて呼ばないで
（作詞：秋元康、作曲：宮島律子、編曲：高島智明）
7. 僕とジュリエットとジェットコースター
（作詞：秋元康、作曲：上杉洋史、編曲：景家淳）
8. ヒグラシノコイ
（作詞：秋元康、作曲・編曲：井上ヨシマサ）
9. 愛しさのdefense
（作詞：秋元康、作曲：BOUNCEBACK、編曲：田口智則・稲留春雄）
10. 向日葵
（作詞：秋元康、作曲：多胡邦夫、編曲：近田潔人）
11. 竹内先輩
（作詞：秋元康、作曲・編曲：後藤次利）
12. そんなこんなわけで
（作詞：秋元康、作曲：上田晃司、編曲：田口智則・稲留春雄）
13. デジャビュ
（作詞：秋元康、作曲・編曲：井上ヨシマサ）
14. 夕陽を見ているか?
（作詞：秋元康、作曲：岡田実音、編曲：高島智明）

アンコール
1. Lay down
（作詞：秋元康、作曲：上杉洋史、編曲：近田潔人）
2. BINGO!
（作詞：秋元康、作曲：成瀬英樹、編曲：大内哲也）
3. 僕の太陽
（作詞：秋元康、作曲・編曲：井上ヨシマサ）

### 演出
- 振り付け担当：夏まゆみ
- 「Dreamin' girls」はア・カペラコーラス
- 「アイドルなんて呼ばないで」では、ポンポン隊と呼ばれるバックダンサー6名[注 1]が出演。

## AKB48 ひまわり組 1st Stage「僕の太陽」公演
公演期間
2007年7月1日 - 11月30日
出演メンバー
- 1stメンバー
  - 秋元才加・板野友美・大島麻衣・大島優子・小野恵令奈・河西智美・小嶋陽菜・佐藤夏希・篠田麻里子・高橋みなみ・中西里菜・野呂佳代・前田敦子・増田有華・峯岸みなみ・宮澤佐江

- 2ndメンバー
  - 大江朝美・大堀恵・奥真奈美・川崎希・小林香菜・駒谷仁美・佐藤由加理・戸島花・成田梨紗・早野薫・増山加弥乃・松原夏海

研究生：倉持明日香・佐藤亜美菜・出口陽・成瀬理沙
※梅田彩佳は、足の怪我のため出演していない。

ユニット曲担当
- アイドルなんて呼ばないで
  - 前田、成田
  - 河西、小林
  - 峯岸、早野
  - 小野、奥

- 僕とジュリエットとジェットコースター
  - 中西、佐藤由
  - 大島優、川崎
  - 小嶋、佐藤亜

- ヒグラシノコイ
  - 高橋、大江
  - 増田、出口

- 愛しさのdefense
  - 佐藤夏、駒谷
  - 板野、戸島
  - 宮澤、増山

- 向日葵
  - 野呂、松原
  - 篠田、大堀
  - 秋元、成瀬
  - 大島麻、倉持

## AKB48 大場チーム4「僕の太陽」公演
公演期間
2011年10月10日 - 2012年10月25日
公演メンバー
チーム4
阿部マリア・市川美織・入山杏奈・岩田華怜・大場美奈・加藤玲奈・川栄李奈・島崎遥香・島田晴香・高橋朱里・竹内美宥・田野優花・永尾まりや・仲俣汐里・中村麻里子・山内鈴蘭
※岩田・加藤・川栄・高橋・田野は2012年3月24日に研究生から昇格。
※大場は公演開始時点では謹慎期間中で、2012年1月4日の公演から復帰した。大場の謹慎期間中は、大場の代役として当時研究生の川栄がレギュラー出演した。
※初代チーム4メンバーが公演開始当時11名だったため、前述の5名が昇格するまでは、サポートメンバーとしてこの5名を含めた研究生が出演していた。
※2012年3月18日には、出演メンバー全員が研究生でチーム4メンバーが1人も出演しない公演が行われた。
※初代チーム4初の劇場公演として行われたが、2012年11月1日から実施されたAKB48の新体制で、初代チーム4が廃止されたため、この公演が同チーム唯一の劇場公演となった。

ユニット曲担当
- アイドルなんて呼ばないで
  - 市川、島崎、加藤、高橋

- 僕とジュリエットとジェットコースター
  - 阿部、島田、川栄

- ヒグラシノコイ
  - 大場、竹内

- 愛しさのdefense
  - 永尾、山内、田野

- 向日葵
  - 入山、仲俣、中村、岩田

## AKB48 研究生公演「僕の太陽」
公演期間
2012年8月19日 - 2013年3月17日
公演メンバー
研究生
相笠萌、岩立沙穂、内山奈月、梅田綾乃、大森美優、岡田彩花、岡田奈々、北澤早紀、小嶋真子、サイード横田絵玲奈、佐々木優佳里、篠崎彩奈、髙島祐利奈、西野未姫、橋本耀、平田梨奈、前田美月、峯岸みなみ、村山彩希、茂木忍
※サイード横田は、2012年10月6日の公演を最後に同月7日をもって辞退。
※峯岸は、2013年2月1日付でチームB（梅田）メンバーから研究生に降格し、2月5日の公演から出演。
昇格メンバー（2012年10月28日まで出演）
伊豆田莉奈、大島涼花、小嶋菜月、名取椎菜、藤田奈那、光宗薫、武藤十夢、森川彩香
※大島、光宗、武藤は、2012年8月24日付で研究生から昇格。光宗は、2012年10月24日付で辞退。
※2012年11月1日付で、伊豆田・大島・森川はチームA、藤田・武藤はチームK、小嶋菜・名取がチームBのそれぞれ所属となった。

ユニット曲の主な担当（各曲各ポジションから1名ずつ出演）
- アイドルなんて呼ばないで
  - 平田、岡田奈、西野
  - 大島、小嶋真、平田、岡田彩、髙島
  - 篠崎、名取、相笠
  - 大森、佐々木、岩立、髙島、橋本、峯岸

- 僕とジュリエットとジェットコースター
  - 前田、岡田彩、小嶋真
  - 光宗、大森、茂木、髙島、岡田奈
  - 伊豆田、北澤、茂木、西野

- ヒグラシノコイ
  - 内山、武藤、佐々木、平田、茂木
  - 佐々木、北澤、村山

- 愛しさのdefense
  - サイード横田、高島、梅田、北澤、岡田彩
  - 相笠、橋本、村山
  - 森川、相笠、平田、田野、茂木、岩立

- 向日葵
  - 西野、武藤、岩立、佐々木
  - 梅田、佐々木、北澤、篠崎
  - 藤田、大森、茂木、髙島、小嶋真
  - 岡田彩、岩田、藤田、小嶋菜、相笠

## JKT48 研究生公演「僕の太陽」
インドネシア語の公演名称は「Matahari Milikku」
公演期間
2013年5月17日 - 6月25日
出演メンバー（初日メンバー）
アリシア・カンジア、インタル・プトゥリ・カリーナ、ジェニファー・ハンナ、ジェニファー・ラヘル・ナタシャ、シンタ・ナオミ、シンディ・ユフィア、タリア、デラ・デリラ、ナタリア、ナディラ・シンディ・ワンタリ、ノエラ・システリナ、フィフィヨナ・アプリアニ、ラトゥ・フィエンニ・フィトゥリリア、リスカ・ファイルニッサ、リディア・マウリダ・ジュハンダル、ロナ・アングラエニ
ユニット曲担当（初日プログラム）
- アイドルなんて呼ばないで
  - シンディ、ナディラ、シンタ、インタル

- 僕とジュリエットとジェットコースター
  - ロナ、アリシア、ナタリア

- ヒグラシノコイ
  - リスカ、タリア

- 愛しさのdefense
  - ノエラ、リディア、フィフィヨナ

- 向日葵
  - ラトゥ、ジェニファー・H、ジェニファー・R、デラ

すべての曲の歌詞は、決め台詞など一部を除きインドネシア語に翻訳されているが、タイトルは「Boku No Taiyou」などの日本語のローマ字表記である。

## JKT48 チームKIII 1st Stage「僕の太陽」公演
インドネシア語の公演名称は「Matahari Milikku」
公演期間
2013年6月28日 - 2014年2月22日（107公演）
出演メンバー（初日メンバー）
アリシア・カンジア、インタル・プトゥリ・カリーナ、ジェニファー・ハンナ、シンタ・ナオミ、シンディ・ユフィア、タリア、デラ・デリラ、ドゥイ・プトゥリ・ボニタ、ナタリア、ナディラ・シンディ・ワンタリ、ノエラ・システリナ、フィフィヨナ・アプリアニ、ラトゥ・フィエンニ・フィトゥリリア、リスカ・ファイルニッサ、リディア・マウリダ・ジュハンダル、ロナ・アングラエニ
ユニット曲担当（初日プログラム）
- アイドルなんて呼ばないで
  - シンディ、ナディラ、シンタ、インタル

- 僕とジュリエットとジェットコースター
  - ロナ、アリシア、ナタリア

- ヒグラシノコイ
  - リスカ、タリア

- 愛しさのdefense
  - ノエラ、リディア、フィフィヨナ

- 向日葵
  - ラトゥ、ジェニファー・H、ドゥイ、デラ

すべての曲の歌詞は、決め台詞など一部を除きインドネシア語に翻訳されているが、タイトルは「Boku No Taiyou」などの日本語のローマ字表記である。

## SKE48 チームE 3rd Stage「僕の太陽」公演
公演期間
2013年7月24日 - 2014年4月22日（46公演）
出演メンバー
東李苑、井口栞里、市野成美、岩永亞美、梅本まどか、金子栞、鬼頭桃菜、木下有希子、木本花音、小石公美子、酒井萌衣、菅なな子、古畑奈和、松井玲奈、水埜帆乃香、宮前杏実、山田澪花
菅は2013年12月22日の公演を最後に、2014年2月23日付でSKE48から卒業。ドラフト生小石公美子は2月26日に正式登録され、同月19日の公演から出演。鬼頭は4月9日の公演を最後に、4月29日付でSKE48から卒業。

ユニット曲担当
- アイドルなんて呼ばないで（市野、菅→岩永、古畑、山田）
- 僕とジュリエットとジェットコースター（木本、水埜、宮前）
- ヒグラシノコイ（東、松井）
- 愛しさのdefense（岩永、鬼頭→宮前、木下）
- 向日葵（井口、梅本、金子、酒井）

## JKT48 チームJ「僕の太陽」公演
インドネシア語の公演名称は「Matahari Milikku」
公演期間
2015年2月13日 - 3月13日（11公演）
出演メンバー（初日メンバー）
アヤナ・シャハブ、ベビー・カエサラ・アナディラ、デリマ・リズキー、デフィ・キナル・プトゥリ、フリスカ・アナスタシア・ラクサニ、ガブリエラ・マルガレット・ワラオー、ガイダ・ファリシャ、仲川遥香、ジェニファー・ラヘル・ナタシャ、ジェシカ・フェランダ、メロディー・ヌランダニ・ラクサニ、ナビラ・ラトナ・アユ・アザリア、レズキー・ウィランティ・ディク、センディ・アリアニ、シャニア・ジュニアナタ、ソニア・ナタリア
ユニット曲担当（初日プログラム）
- アイドルなんて呼ばないで
  - ソニア、デリマ、ナビラ、ガイダ

- 僕とジュリエットとジェットコースター
  - フリスカ、ジェシカ・Ve、レズキー

- ヒグラシノコイ
  - メロディー、仲川

- 愛しさのdefense
  - センディ、デフィ、シャニア

- 向日葵
  - ガブリエラ、アヤナ、ジェニファー、ベビー

すべての曲の歌詞は、決め台詞など一部を除きインドネシア語に翻訳されているが、タイトルは「Boku No Taiyou」などの日本語のローマ字表記である。

## SNH48 チームNII 4th Stage「僕の太陽」公演
中国語での公演名称は「我的太陽」
公演期間
2015年4月24日 - 2016年1月10日
出演メンバー
董艶芸、馮薪朶、龔詩淇、黄婷婷、何曉玉、鞠婧禕、李藝彤、林思意、陸婷、孟玥、唐安琪、萬麗娜、易嘉愛、趙粵、曽艶芬、張雨鑫（以上16名が初日メンバー、他のメンバーも交代で出演）
ユニット曲担当（初日プログラム）
- アイドルなんて呼ばないで
  - 唐安琪、萬麗娜、曽艶芬、張雨鑫

- 僕とジュリエットとジェットコースター
  - 黄婷婷、趙粵、董艶芸

- ヒグラシノコイ
  - 李藝彤、易嘉愛

- 愛しさのdefense
  - 馮薪朶、鞠婧禕、陸婷

- 向日葵
  - 何曉玉、林思意、龔詩淇、孟玥

## AKB48 リバイバル公演「僕の太陽」
公演期間
2016年7月16日 - 2017年6月28日（100公演）
公演メンバー
- チームA：大家志津香、大和田南那、小嶋菜月、佐々木優佳里、田北香世子、中村麻里子、平田梨奈、樋渡結依
- チームK：相笠萌、阿部マリア、市川愛美、島田晴香、篠崎彩奈、下口ひなな、鈴木まりや、中田ちさと、藤田奈那、茂木忍
- チームB：梅田綾乃、大島涼花、加藤玲奈、竹内美宥、達家真姫宝、田名部生来、福岡聖菜、馬嘉伶、横島亜衿
- チーム4：飯野雅、伊豆田莉奈、岩立沙穂、大川莉央、大森美優、岡田彩花、岡田奈々、北澤早紀、小嶋真子、込山榛香、佐藤妃星、西野未姫、村山彩希
- チームKドラフト研究生：久保怜音、野村奈央
- チームBドラフト研究生：高橋希良、西川怜、山邊歩夢
- チーム4ドラフト研究生：千葉恵里
- SKE48チームS：山内鈴蘭
- SKE48チームKII：大場美奈
- NMB48チームN：市川美織

※市川愛・鈴木・竹内・達家・田名部・大川・佐藤は2016年7月18日の公演から、藤田・久保・高橋・西川・山邊は2016年7月19日の公演から、大家は2016年7月20日の公演から、千葉は2016年7月25日の公演から、岩立・岡田彩は2016年7月27日の公演から、馬は2016年8月5日の公演から、茂木は2016年8月30日の公演から、西野は2016年8月31日の公演から、野村は2016年10月18日の公演から、岡田奈は2016年12月1日の公演から、篠崎は2017年2月14日の公演から、大島は2017年3月21日の公演から、樋渡は2017年4月11日の公演から本公演の演目に出演。佐々木は2016年11月16日の公演に、込山は2016年12月1日の公演に、大森は2017年2月7日の公演に、小嶋真は2017年3月21日の公演に、福岡は2017年4月2日の公演にそれぞれ出演。
※加藤・山内・大場・市川美は2017年3月30日の公演（中村麻里子卒業公演）に出演。
※平田は2016年8月24日に行われた卒業公演をもって、相笠は2017年3月21日に行われた卒業公演をもって、梅田は2017年3月22日に行われた卒業公演をもって、中村は2017年3月30日に行われた卒業公演をもって、高橋は2017年4月11日行われた卒業公演をもって、中田は2017年4月24日行われた卒業公演をもって、岡田彩は2017年6月22日に行われた卒業公演をもってそれぞれ卒業。鈴木は2017年4月30日の卒業公演を最後に、同年6月10日卒業。

ユニット曲担当（各曲各ポジションから1名ずつ出演）
- アイドルなんて呼ばないで
  - 田北・千葉・篠崎・加藤
  - 村山・久保・小嶋菜・平田・岩立・小嶋真・大川
  - 小嶋菜・大川・村山・岩立・馬・岡田彩
  - 平田・佐藤・村山・野村・大島・市川美

- 僕とジュリエットとジェットコースター
  - 阿部・田名部・相笠・岡田彩・西野・千葉
  - 北澤・高橋・島田・福岡・達家
  - 伊豆田・西川・佐藤

- ヒグラシノコイ
  - 横島・山邊・岡田奈・大場・中田
  - 大和田・竹内・村山・山邊

- 愛しさのdefense
  - 飯野・岡田彩・佐々木
  - 相笠・藤田・山内・田北
  - 下口・村山・小嶋菜・西野

- 向日葵
  - 梅田・大家・樋渡・横島・北澤
  - 中田・市川愛・込山・岩立
  - 中村・達家・茂木
  - 島田・鈴木・西野・岡田奈・大森・達家・岩立・岡田彩

## JKT48 チームT 3rd Stage「僕の太陽」公演
インドネシア語の公演名称は「Matahari Milikku」
公演期間
2017年7月8日 -
出演メンバー（初日メンバー）
アディスティ・ザラ、クリスティ、シンディ・ハプサリ・マハラニ・プジアントロ・プトゥリ、チトラ・アユ・プラナジャヤ・ウィブラド、エリザベス・グロリア・セティアワン、イヴ・アントワネット・イヒワン、ジナン・サファ・サフィラ、マデ・デヴィ・ラニタ・ニンタラ、メラティ・プトゥリ・ラヘル・セシリア、メロディー・ヌランダニ・ラクサニ、ヌルハヤティ、プティ・ナディラ・アザリア、レギナ・アンジェリナ、ルート・ダマヤンティ・シタンガン、タン・ジー・フイ・セリーヌ、フィオレタ・ブルハン
ユニット曲担当（初日プログラム）
- アイドルなんて呼ばないで
  - アディスティ、メロディー、イヴ、エリザベス

- 僕とジュリエットとジェットコースター
  - メラティ、クリスティ、プティ

- ヒグラシノコイ
  - マデ、ルート

- 愛しさのdefense
  - ヌルハヤティ、ジナン、シンディ

- 向日葵
  - タン、フィオレタ、レギナ、チトラ

すべての曲の歌詞は、決め台詞など一部を除きインドネシア語に翻訳されているが、タイトルは「Boku No Taiyou」などの日本語のローマ字表記である。

## SKE48 チームS 8th Stage「僕の太陽」公演
公演期間
2025年4月16日 -
出演メンバー
相川暖花、石黒友月、伊藤虹々美、入内嶋涼、熊崎晴香、倉島杏実、坂本真凛、杉本りいな、鈴木恋奈、中野愛理、野村実代、原優寧、山村さくら（初日は一部出演、4月25日よりフル出演）
12名体制での公演。

ユニット曲担当
- アイドルなんて呼ばないで（伊藤虹、坂本、鈴木恋、原）
- 僕とジュリエットとジェットコースター（相川、熊崎、中野）
- ヒグラシノコイ（石黒•坂本、杉本）
- 愛しさのdefense（入内嶋、倉島、野村）
- 向日葵（石黒•山村、伊藤虹、中野、原）

## スタジオ収録CD
公演曲を公演メンバーがスタジオ収録したものである。

### ひまわり組 1st Stage「僕の太陽」（CD）
1stメンバーでの収録となっている。
ジャケット（表・再発盤）：高橋みなみ、小嶋陽菜、前田敦子
収録メンバー
秋元才加・板野友美・大島麻衣・大島優子・小野恵令奈・河西智美・小嶋陽菜・佐藤夏希・篠田麻里子・高橋みなみ・中西里菜・野呂佳代・前田敦子・増田有華・峯岸みなみ・宮澤佐江
収録曲
1. overture
2. Dreamin' girls
3. RUN RUN RUN
4. 未来の果実
5. ビバ!ハリケーン
6. アイドルなんて呼ばないで（歌：前田・河西・峯岸・小野）
7. 僕とジュリエットとジェットコースター（歌：中西・大島優・小嶋）
8. ヒグラシノコイ（歌：高橋・増田）
9. 愛しさのdefense（歌：佐藤・板野・宮澤）
10. 向日葵（歌：野呂・篠田・秋元・大島麻）
11. 竹内先輩
12. そんなこんなわけで
13. デジャビュ
14. 夕陽を見ているか?
15. Lay down
16. BINGO!
17. 僕の太陽

Disc 2は、各楽曲のオフヴォーカルバージョン。

### チーム4 1st Stage「僕の太陽」（CD）
他のCDは2013年元日に発売されたが、本作のみ1月22日発売となった。
収録メンバー
阿部マリア・市川美織・入山杏奈・岩田華怜・大場美奈・加藤玲奈・川栄李奈・島崎遥香・島田晴香・高橋朱里・竹内美宥・田野優花・仲俣汐里・中村麻里子・永尾まりや・山内鈴蘭
収録曲
1. overture
2. Dreamin' girls
3. RUN RUN RUN
4. 未来の果実
5. ビバ!ハリケーン
6. アイドルなんて呼ばないで（歌：市川・島崎・加藤・高橋）
7. 僕とジュリエットとジェットコースター（歌：阿部・島田・川栄）
8. ヒグラシノコイ（歌：大場・竹内）
9. 愛しさのdefense（歌：永尾・山内・田野）
10. 向日葵（歌：入山・仲俣・中村・岩田）
11. 竹内先輩
12. そんなこんなわけで
13. デジャビュ
14. 夕陽を見ているか?
15. Lay down
16. BINGO!
17. 僕の太陽

Disc 2は、各楽曲のオフヴォーカルバージョン。

### Boku no Taiyou（CD）
収録メンバー
アリシア・カンジア、オクティ・セフピン、ジェニファー・ハンナ、シンカ・ジュリアニ、シンタ・ナオミ、シンディ・ユフィア、タリア、デラ・デリラ、ナタリア、ナディラ・シンディ・ワンタリ、ノエラ・システリナ、フィフィヨナ・アプリアニ、ラトゥ・フィエンニ・フィトゥリリア、リスカ・ファイルニッサ、リディア・マウリダ・ジュハンダル、ロナ・アングラエニ
収録曲
1. overture
2. Dreamin' girls
3. RUN RUN RUN
4. Mirai no Kajitsu
5. Viva! Hurricane
6. Idol Nante Yobanaide（歌：シンディ、ナディラ、シンタ、シンカ）
7. Boku to Juliette to Jet Coaster（歌：ロナ、アリシア、ナタリア）
8. Higurashi no Koi（歌：リスカ、タリア）
9. Itoshisa no defense（歌：ノエラ、リディア、フィフィヨナ）
10. Himawari（歌：ラトゥ、ジェニファー・H、オクティ、デラ）
11. Takeuchi Senpai
12. Sonna Konna Wake de
13. Deja Vu
14. Yuuhi wo Miteiruka?
15. Lay down
16. BINGO!
17. Boku no Taiyou

## 劇場公演DVD

### ひまわり組 1st Stage「僕の太陽」（DVD）
1stメンバーと2ndメンバーの2種類の公演が収録されている。
収録メンバー
- 1stメンバー

秋元才加・板野友美・大島麻衣・大島優子・小野恵令奈・河西智美・小嶋陽菜・佐藤夏希・篠田麻里子・高橋みなみ・中西里菜・野呂佳代・前田敦子・増田有華・峯岸みなみ・宮澤佐江
- 2ndメンバー

大江朝美・大堀恵・奥真奈美・川崎希・倉持明日香・小林香菜・駒谷仁美・佐藤亜美菜・佐藤由加理・出口陽・戸島花・成田梨紗・成瀬理沙・早野薫・増山加弥乃・松原夏海

収録曲
1. overture
2. Dreamin' girls
3. RUN RUN RUN
4. 未来の果実
5. ビバ!ハリケーン
6. アイドルなんて呼ばないで
  - 1stメンバー：前田・河西・峯岸・小野
バックダンサー：秋元・板野・佐藤夏・篠田・野呂・宮澤
  - 2ndメンバー：成田・小林・早野・奥
バックダンサー：大堀・戸島・駒谷・成瀬・松原・増山

7. 僕とジュリエットとジェットコースター
  - 1stメンバー：中西・大島優・小嶋
  - 2ndメンバー：佐藤由・川崎・佐藤亜

8. ヒグラシノコイ
  - 1stメンバー：高橋・増田
  - 2ndメンバー：大江・出口

9. 愛しさのdefense
  - 1stメンバー：佐藤夏・板野・宮澤
  - 2ndメンバー：駒谷・戸島・増山

10. 向日葵
  - 1stメンバー：野呂・篠田・秋元・大島麻
  - 2ndメンバー：松原・大堀・成瀬・倉持

11. 竹内先輩
12. そんなこんなわけで
13. デジャビュ
14. 夕陽を見ているか?
15. Lay down
16. BINGO!
17. 僕の太陽

### チーム4 1st Stage「僕の太陽」（DVD）
収録メンバー
阿部マリア・市川美織・入山杏奈・岩田華怜・大場美奈・加藤玲奈・川栄李奈・島崎遥香・島田晴香・高橋朱里・竹内美宥・田野優花・仲俣汐里・中村麻里子・永尾まりや・山内鈴蘭
収録曲
1. overture
2. Dreamin' girls
3. RUN RUN RUN
4. 未来の果実
5. ビバ!ハリケーン
6. アイドルなんて呼ばないで（歌：市川・島崎・加藤・高橋）
7. 僕とジュリエットとジェットコースター（歌：阿部・島田・川栄）
8. ヒグラシノコイ（歌：大場・竹内）
9. 愛しさのdefense（歌：永尾・山内・田野）
10. 向日葵（歌：入山・仲俣・中村・岩田）
11. 竹内先輩
12. そんなこんなわけで
13. デジャビュ
14. 夕陽を見ているか?
15. Lay down
16. BINGO!
17. 僕の太陽

### Boku no Taiyou（DVD）
収録メンバー
アリシア・カンジア、オクティ・セフピン、ジェニファー・ハンナ、シンカ・ジュリアニ、シンタ・ナオミ、シンディ・ユフィア、タリア、デラ・デリラ、ナタリア、ナディラ・シンディ・ワンタリ、ノエラ・システリナ、フィフィヨナ・アプリアニ、ラトゥ・フィエンニ・フィトゥリリア、リスカ・ファイルニッサ、リディア・マウリダ・ジュハンダル、ロナ・アングラエニ
収録曲
1. overture
2. Dreamin' girls
3. RUN RUN RUN
4. Mirai no Kajitsu
5. Viva! Hurricane
6. Idol Nante Yobanaide（歌：シンディ、ナディラ、シンタ、シンカ）
7. Boku to Juliette to Jet Coaster（歌：ロナ、アリシア、ナタリア）
8. Higurashi no Koi（歌：リスカ、タリア）
9. Itoshisa no defense（歌：ノエラ、リディア、フィフィヨナ）
10. Himawari（歌：ラトゥ、ジェニファー・H、オクティ、デラ）
11. Takeuchi Senpai
12. Sonna Konna Wake de
13. Deja Vu
14. Yuuhi wo Miteiruka?
15. Lay down
16. BINGO!
17. Boku no Taiyou

### SKE48 チームE 3rd Stage「僕の太陽」（DVD）
収録メンバー
東李苑、井口栞里、市野成美、岩永亞美、梅本まどか、金子栞、鬼頭桃菜、木下有希子、木本花音、酒井萌衣、古畑奈和、松井玲奈、水埜帆乃香、宮前杏実、山田澪花、野口由芽
収録曲
1. overture（SKE48 ver.）
2. Dreamin' girls
3. RUN RUN RUN
4. 未来の果実
5. ビバ!ハリケーン
6. アイドルなんて呼ばないで（歌：市野、岩永、古畑、山田澪）
7. 僕とジュリエットとジェットコースター（歌：木本、水埜、宮前）
8. ヒグラシノコイ（歌：東、松井）
9. 愛しさのdefense（歌：岩永、鬼頭、木下）
10. 向日葵（歌：井口、梅本、金子、酒井）
11. 竹内先輩
12. そんなこんなわけで
13. デジャビュ
14. 夕陽を見ているか?
15. Lay down
16. BINGO!
17. 僕の太陽

## セルフカバーなど
- BINGO!（AKB48 4thシングル）
- 僕の太陽（AKB48 5thシングル）
- 未来の果実（AKB48 5thシングル・カップリング）
- 夕陽を見ているか?（AKB48 6thシングル）
- ビバ!ハリケーン（AKB48 6thシングル・カップリング）
- 向日葵（倉持明日香 1stシングル・カップリング）